# Djórdjis Grigorákis
Djórdjis Grigorákis (grec moderne : Τζώρτζης Γρηγοράκης), né le 20 mai 1983 à Athènes en Grèce, est un cinéaste et scénariste grec.
Il reçoit des récompenses à la Berlinale 2020 et aux Prix du cinéma hellénique 2021 pour son premier film, Digger.

## Biographie
Né et élevé à Athènes, Djórdjis Grigorákis étudia la psychologie au Royaume-Uni et obtint un diplôme à la National Film and Television School de Beaconsfield.

## Filmographie[4],[5]

### Longs métrages
| Année | Titre  | Metteur en scène | Scénariste | Producteur | Distribution                       |
| ----- | ------ | ---------------- | ---------- | ---------- | ---------------------------------- |
| 2020  | Digger | Oui              | Oui        | Non        | The Matchbox Factory and JHR Films |

### Courts métrages
| Année | Titre                      | Metteur en scène | Scénariste | Producteur | Notes                 |
| ----- | -------------------------- | ---------------- | ---------- | ---------- | --------------------- |
| 2007  | Vicious Circle             | Oui              | Oui        | Oui        |                       |
| 2009  | ’N Me for Myself           | Oui              | Oui        | Oui        | 8 nominations, 6 prix |
| 2010  | Reverse                    | Oui              | Oui        | Oui        | 4 nominations, 2 prix |
| 2011  | The Case of Regina Scalici | Oui              | Non        | Non        |                       |
| 2011  | From Nowhere               | Oui              | Oui        | Non        |                       |
| 2012  | Revolving                  | Oui              | Oui        | Non        | 4 nominations, 2 prix |
| 2013  | 45 Degrees                 | Oui              | Oui        | Oui        | 9 nominations, 2 prix |

### Vidéos
| Année | Titre     | Metteur en scène | Scénariste | Producteur | Notes                                                                        |
| ----- | --------- | ---------------- | ---------- | ---------- | ---------------------------------------------------------------------------- |
| 2012  | Xaxakes   | Oui              | Oui        | Non        | Clip vidéo                                                                   |
| 2012  | Now What  | Oui              | Oui        | Non        | Vidéo de danse                                                               |
| 2012  | Celtman   | Oui              | Oui        | Oui        | Documentaire sur le ZXtreme triathlon en Écosse ; 4 nominations              |
| 2013  | Unplugged | Oui              | Oui        | Non        | Vidéo promotionnelle pour le festival Zermatt Unplugged (de) ; 2 nominations |
| 2016  | C         | Oui              | Oui        | Non        | Vidéo pour le Musée d'Art cycladique, produite par HAOS film                 |

## Récompenses et nominations
Les films de Grigorákis ont été nommés plus de 50 fois et ont remporté plus de 30 récompenses.
Son premier film Digger a remporté 19 récompenses, dont 10 aux Prix du cinéma hellénique 2021.